# 新世纪走遍美国
新世纪走遍美国（英语：Connect with English）是由Annenberg Foundation出品的英语学习教材，共48集，描绘了20世纪90年代一个美国女孩丽贝卡的漫漫求学路。

## 主要人物
丽贝卡是新世纪走遍美国中的主要人物，曾是波士顿的一个28岁的工人，为了实现自己的梦想而申请旧金山音乐学院。